# District de Zomba

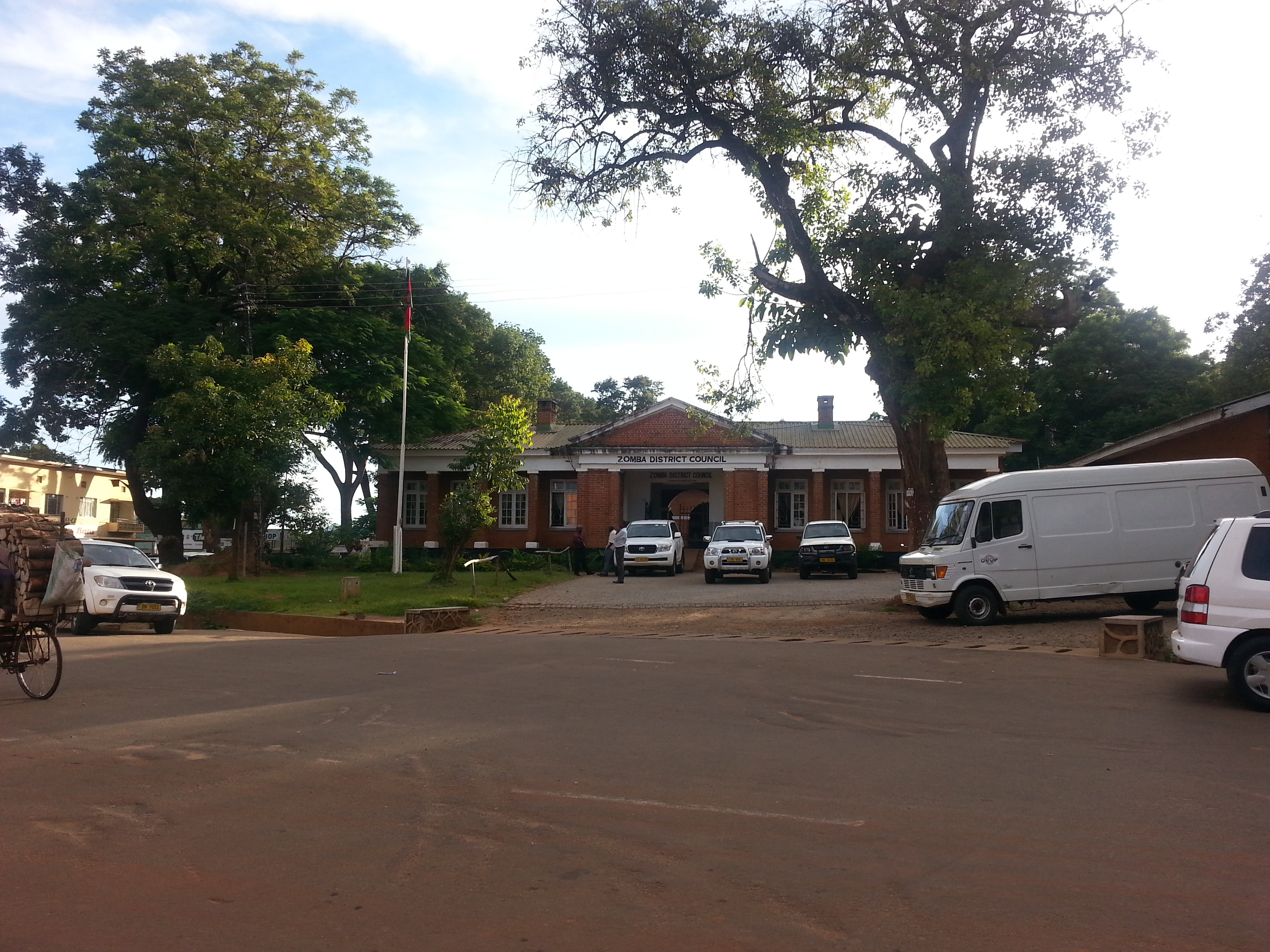
Conseil du district de Zomba

Zomba est un district du Malawi.